# Nghĩa Thuận, Tuyên Quang
Nghĩa Thuận là một xã thuộc tỉnh Tuyên Quang, Việt Nam.

## Địa lý
Xã Nghĩa Thuận có vị trí địa lý:
- Phía đông giáp xã Bát Đại Sơn
- Phía tây, bắc giáp Trung Quốc
- Phía nam giáp các xã Thanh Vân, Tùng Vài, Cao Mã Pờ

Xã Nghĩa Thuận có diện tích 39,87 km²,dân số năm 2019 là 3.355 người, mật độ dân số đạt 84 người/km².

## Hành chính
Xã Nghĩa Thuận được chia thành 9 thôn: Na Cho Cai, Phín Ủng, Xín Cái, Pả Láng, Cốc Pục, Na Lìn, Ma Sào Phố, Khủng Cáng, Tả Súng Chủ.

## Lịch sử
Trước đây, Nghĩa Thuận là một xã thuộc huyện Vị Xuyên.
Ngày 15 tháng 12 năm 1962, Hội đồng Chính phủ ban hành Quyết định số 211-CP về việc thành lập huyện Quản Bạ trên cơ sở tách xã Nghĩa Thuận thuộc huyện Vị Xuyên.
Ngày 14 tháng 5 năm 1981, Hội đồng Chính phủ ban hành Quyết định 185/1981/QĐ-CP về việc sáp nhập xã Nghĩa Hòa vào xã Nghĩa Thuận.